# Eduard Fraenkel
Eduard David Mortier Fraenkel (* 17. März 1888 in Berlin; † 5. Februar 1970 in Oxford) war ein deutsch-englischer Altphilologe.

## Leben
Fraenkel wurde als Sohn des Weingroßhändlers Julius Fraenkel und dessen Ehefrau Edith, geb. Heimann, in Berlin geboren. Die Eltern entstammten bekannten Berliner Familien jüdischen Glaubens. Zu seinen Verwandten gehörten unter anderen der Internist Albert Fraenkel (1848 bis 1919), der Sprachwissenschaftler Ernst Fraenkel (1881 bis 1957), der Pathologe Ludwig Traube (1818 bis 1876), der Philologe Ludwig Traube (1861 bis 1907) und der Verleger und sozialdemokratische Politiker Hugo Heimann (1859 bis 1951).
Eduard Fraenkel besuchte von 1897 bis 1906 das Askanische Gymnasium in Berlin-Tempelhof. Zu seinen Lehrern gehörte Otto Gruppe, wie Fraenkel in seiner Dissertation erwähnte. Nach dem Schulabschluss studierte er zunächst Jura in Berlin, wechselte aber 1907 zur Klassischen Philologie – beeinflusst durch den Gräzisten Ulrich von Wilamowitz-Moellendorf. Ab 1909 führte er sein Studium in Göttingen bei Friedrich Leo und Jacob Wackernagel fort. 1912 wurde er mit der Arbeit De media et nova comoedia quaestiones selectae zum Dr. phil. promoviert.
Nach dem Studium nahm Fraenkel zunächst eine Tätigkeit bei dem lexikographischen Projekt Thesaurus Linguae Latinae in München an. Nach kurzer Tätigkeit als Gymnasiallehrer habilitierte Fraenkel sich 1917 in Berlin mit Untersuchungen zur Originalität der plautinischen Partien im Plautus. 1920 wurde er dort zum außerplanmäßigen Professor ernannt. Drei Jahre später folgte er einem Ruf als ordentlicher Professor für Klassische Philologie an die Christian-Albrechts-Universität zu Kiel. 1928 wechselte er (als Nachfolger von Richard Reitzenstein) nach Göttingen auf den früheren Lehrstuhl seines Lehrers Friedrich Leo, drei Jahre später nach Freiburg im Breisgau; zusätzlich übernahm er stellvertretend Vorlesungen an der Universität Basel.
Ab 1930 war er ordentliches Mitglied der Göttinger Akademie der Wissenschaften (auswärtiges Mitglied ab 1931). Nach der Machtergreifung der Nationalsozialisten wurde Fraenkel auf ministerielle Weisung durch Rektor Martin Heidegger seines Amtes enthoben und emigrierte 1934 nach England. Aus der Mitgliederliste der Heidelberger Akademie der Wissenschaften wurde er 1939 gestrichen. Von 1935 bis zu seiner Pensionierung 1953 war er als Nachfolger von Albert Curtis Clark Professor für lateinische Philologie am Corpus Christi College in Oxford. 1941 wurde er Mitglied der British Academy. 1951 wurde Fraenkel zum korrespondierenden Mitglied der Philosophisch-historischen Klasse der Bayerischen Akademie der Wissenschaften gewählt.
Nach seiner Emeritierung nahm er Gastprofessuren an verschiedenen Universitäten in Italien und Deutschland an. Die Philosophische Fakultät der Freien Universität Berlin verlieh ihm 1963 die Ehrendoktorwürde.
Fraenkel heiratete 1918 in Berlin Ruth von Velsen (1892–1970), jüngere Schwester der Schriftstellerin und Frauenrechtlerin Dorothee von Velsen (1883–1970). Einer seiner Söhne ist der britische Mathematiker Ludwig Edward Fraenkel. Nach dem Tod seiner Frau wählte er, über 80 Jahre alt, den Freitod. Über seine Schwester Lilli war Eduard Fraenkel mit seinem Namensvetter, dem Altphilologen Hermann Fränkel, verschwägert.

## Leistungen
In seiner wissenschaftlichen Arbeit wurde Fraenkel vor allem von seinen Lehrern Ulrich von Wilamowitz-Moellendorff (Berlin) und Friedrich Leo (Göttingen) geprägt. Er forschte ebenso über die griechischen Dramatiker Aristophanes, Euripides und Aischylos wie über den lateinischen Dichter Horaz und seine griechischen Wurzeln, Cicero, die Prosodie und Metrik im Lateinischen und das Römische Recht.
Zu seinen Schülern gehören neben vielen anderen Martin Litchfield West und Colin William MacLeod. Wesentlich geprägt wurde durch ihn auch Sebastiano Timpanaro, der ihn in den Gastseminaren kennenlernte, die Fraenkel mehrere Jahre lang an der Scuola Normale Superiore in Pisa abhielt.

## Schriften (Auswahl)
- Nicholas Horsfall: Eduard Fraenkel: Bibliography. In: Journal of Roman Studies, 66, 1976, 200–205.
- 1922 Plautinisches im Plautus. Weidmannsche Buchhandlung, Berlin (Google Books).
- 1926 Die Stelle des Römertums in der humanistischen Bildung. Weidmannsche Buchhandlung, Berlin.
- 1928 Iktus und Akzent im lateinischen Sprechvers. Weidmannsche Buchhandlung, Berlin.
- 1930 Gedanken zu einer deutschen Vergilfeier. Weidmannsche Buchhandlung, Berlin.
- 1933 Das Pindargedicht des Horaz. Carl Winter, Heidelberg.
- 1950 Aeschylus: Agamemnon (Edited With A Commentary [in drei Bänden]). Clarendon, Oxford.
- 1957 Die sieben Redenpaare im Thebanerdrama des Aeschylus. Bayerische Akademie der Wissenschaften, München.
- 1957 Horace. Clarendon, Oxford (deutsch: Horaz. WBG, Darmstadt 1963 u.ö.).
- 1962 Beobachtungen zu Aristophanes. Edizioni di Storia e Letteratura, Rom.
- 1963 Zu den Phoenissen des Euripides. Bayerische Akademie der Wissenschaften, München.
- 1965 Noch einmal Kolon und Satz. Bayerische Akademie der Wissenschaften, München.
- 2015 Josef Delz, Eduard Fraenkel. Briefwechsel 1947–1969. Eine Gelehrtenfreundschaft. Hrsg. Georg Schwarz, Oleg Nikitinski. SYMPOSION eleutheron, München 2015, ISBN 978-3-928411-81-3.